# Химико-металлургический институт имени Абишева
Химико-металлургический институт имени Ж. Абишева — научно-исследовательский институт Казахстана, занимается фундаментальными и прикладными исследованиями по переработке минерального сырья и отходов металлургического производства. Входит в состав Национального центра по комплексной переработке минерального сырья Республики Казахстан.
Создан Постановлением Совета Министров Казахской ССР № 843 от 27 сентября 1958 года для оказания научной помощи отраслям металлургической и химической промышленности.
Постановлением Кабинета Министров Республики Казахстан № 642 от 22 июля 1993 года ХМИ включён в состав Национального центра по комплексной переработке минерального сырья Республики Казахстан. 
Постановлением Кабинета Министров Республики Казахстан № 1576 от 20 октября 2000 года Химико-металлургическому институту присвоено имя члена-корреспондента HAН PK Жанторе Абишева.

## Руководители
- 1958—1960 — член-корреспондент АН КазССР И.Н. Азербаев
- 1960—1972 — академик АН КазССР Е.А. Букетов
- 1972—1992 — член-корреспондент HAH PK Ж. Абишев
- 1992—1994 — доктор технических наук, профессор В.П. Малышев
- 1994—1996 — член-корреспондент Б.С. Фиалков
- 1996—2001 — кандидат технических наук Б.П. Хасен
- 2001 — 2018 —  доктор технических наук М.Ж. Толымбеков
- 2018 — н.в. — доктор технических наук, профессор С.О. Байсанов

## Основные научные направления
- термодинамика и кинетика металлургических процессов как научная основа создания новых технологий производства цветных и чёрных металлов;
- физико-химия и термохимия неорганических соединений, минерального сырья, техногенных продуктов и гетерогенных процессов, создание новых материалов и сплавов и технологии их получения;
- создание физико-химических основ обогащения, подготовки и комплексной переработки железорудного и ферросплавного сырья, расчёт и разработка конструкций обжиговых, шахтных и печных агрегатов;
- изучение природы взаимодействия газовой, твёрдой и жидкой фаз и разработка на этой основе новых термохимических способов мало- и безотходной технологии обогащения и переработки металлургического сырья, обеспечивающих улучшение качества продукции и охраны окружающей среды;
- разработка научных основ и внедрение технологий комплексной переработки промпродуктов и отходов металлургических предприятий Казахстана с получением химической продукции;
- создание эффективных технологических схем получения качественного концентрата из труднообогатимых бурожелезняковых руд Лисаковского месторождения;
- физико-химия и технология подготовки и металлургической переработки железорудного сырья сложного состава;
- физико-химические, теплофизические и технологические особенности окислительного рафинирования чугунов с широким диапазоном содержания фосфора, поиск путей дальнейшего совершенствования технологии, повышения её эффективности и улучшения качества стали.

## Научные подразделения
- Лаборатория «Ферросплавов и процессов восстановления»
- Лаборатория «Физико-химии комплексного использования конденсированных отходов»
- Лаборатория «Физико-химии и технологии сопутствующих элементов»
- Лаборатория подготовки металлургического сырья им. А. Рахимова
- Лаборатория энтропийно-информационного анализа сложных физико-химических систем
- Лаборатория «Бор»
- Лаборатория металлургических расплавов
- Лаборатория газомеханики дисперсных сред
- Лаборатория химического анализа
- Лаборатория металлургии чугуна и топлива
- Лаборатория обогащения руд
- Лаборатория «Металлургия стали»
- Лаборатория пирометаллургических процессов
- Лаборатория термохимических процессов